# Кастаньєти

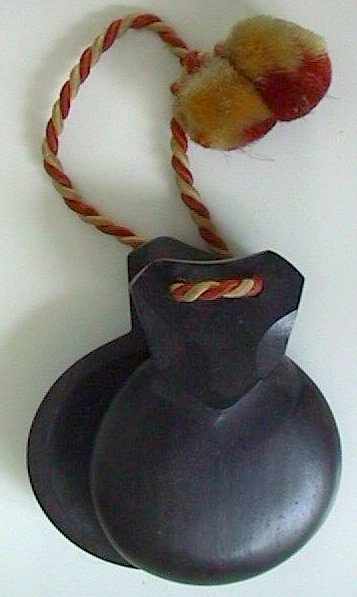
Традиційні іспанські кастаньєти

Кастаньє́ти (ісп. castañetas від лат. castanea — каштан) — ударний музичний інструмент без визначеної висоти звуку.
Інструмент являє собою дві вігнуті пластинки-мушлі, в верхніх частинах зв'язані між собою шнурком. Пластини традиційно виготовлялися з твердої деревини, хоча останнім часом для цього все частіше використовується склопластик. Кастаньєти найпоширеніші в Іспанії, на півдні Італії та Латинській Америці. Подібний до кастаньєт інструмент можна зустріти і серед українських народних інструментів.
Схожі прості музичні інструменти, які можна використовувати для ритмічного супроводу танцю та співу, використовувались ще в Стародавньому Єгипті і Стародавній Греції.
В світовій культурі кастаньєти найчастіше асоціюються з образом іспанської музики, особливо з музикою іспанських циган, стилем фламенко тощо. Тому цей інструмент часто використовують і в класичній музиці для створення «іспанського колориту» (наприклад, в опері Жоржа Бізе «Кармен», «Іспанському капрічіо» Миколи Римського-Корсакова, «Іберії» Клода Дебюссі). 
В симфонічному оркестрі, для зручності виконавців, частіше за все використовують кастаньєти, закріплені на спеціальній підставці (так звана «кастаньєт-машина»).